# Marianne Timmerová
Maria Aaltje „Marianne“ Timmerová (* 3. října 1974 Sappemeer, Groningen) je bývalá nizozemská rychlobruslařka.
Na mezinárodních závodech debutovala na začátku roku 1993, kdy se na sprinterském světovém šampionátu umístila na 27. místě. Začala závodit i ve Světovém poháru. Na Mistrovství světa juniorů 1994 získala bronzovou medaili. Prvních seniorských úspěchů dosáhla v sezóně 1996/1997, kdy se v celkovém hodnocení Světového poháru umístila na tratích 500 m, 1000 m a 1500 m v první desítce, na Mistrovství světa ve sprintu skončila na šestém místě a na světovém šampionátu na jednotlivých tratích vybojovala bronzovou medaili v závodě na 1500 m a zlatou na trati 1000 m. Obě tyto distance vyhrála o rok později na zimní olympiádě v Naganu. Poslední medaili získala na Zimních olympijských hrách 2006, kde zvítězila na kilometrové trati. V dalších letech skončila nejlépe pátá na sprinterském mistrovství světa, na olympiádě ve Vancouveru nestartovala kvůli zranění. Aktivní závodní kariéru ukončila na konci prosince 2010.
V letech 2001–2003 byla vdaná za trenéra a bývalého rychlobruslaře Petera Muellera, jejím současným partnerem je bývalý fotbalista Henk Timmer.